# 沙尔略
沙尔略（法語：Charlieu，法語發音：[ʃaʁljø] ⓘ），法国中东部城市，奥弗涅-罗讷-阿尔卑斯大区卢瓦尔省的一个市镇，隶属于罗阿讷区，其市镇面积为6.7平方公里，2022年1月1日时人口数量为3,703人，在法国城市中排名第3,014位。
沙尔略位于卢瓦尔省东北部，索尔南河畔，其北侧与索恩-卢瓦尔省接壤，是一个区域性的中心城市，近现代因丝绸制造而闻名。

## 地名来源
“Charlieu”一名的来源及含义均尚有待考证。

## 历史

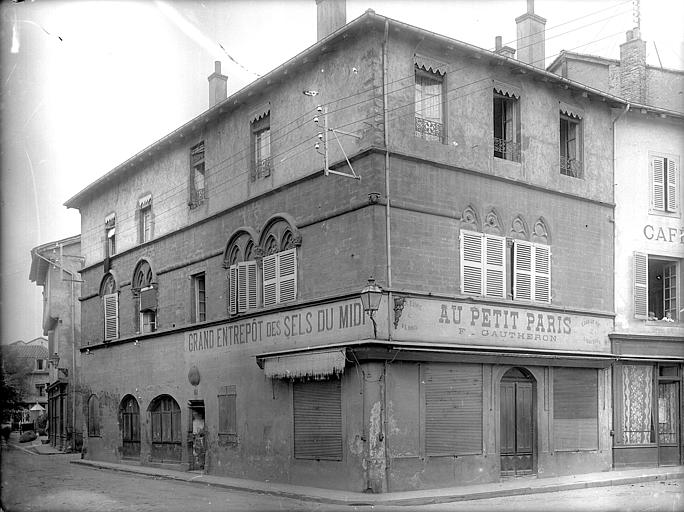
二十世纪初沙尔略镇中心的商住楼

沙尔略的早期历史尚不清楚，其所处的河谷地区可能在旧石器时代就已出现人类活动。根据当地旅游局官方网站的论述，公元870年，本笃会道士在沙尔略境内修建了一处修道院，后成为克吕尼教会的一处领地，此后其附近逐渐形成聚落。沙尔略作为城镇最初于公元994年被提及，彼时该地地处靠近勃艮第伯国的边境地带，两条道路在此交汇。1180年，腓力二世修建了沙尔略城塞。13世纪时，沙尔略城内的贵族在此修建了一处纪念圣菲利贝尔的教堂。法国大革命后，沙尔略成为罗讷-卢瓦尔省的一个市镇，该省于1793年一分为二，沙尔略被划入卢瓦尔省，并成为该省的一个县治。1823年，沙尔略境内建成了首个丝绸工厂，此后丝绸加工生产逐渐成为当地主要的经济支柱。工业革命期间，途经沙尔略的普伊苏沙尔略—克莱曼铁路建成通车，后于1939年停止客运服务。自1945年起，沙尔略每年9月举办丝绸节（Fêtes de la Soierie）。

## 地理

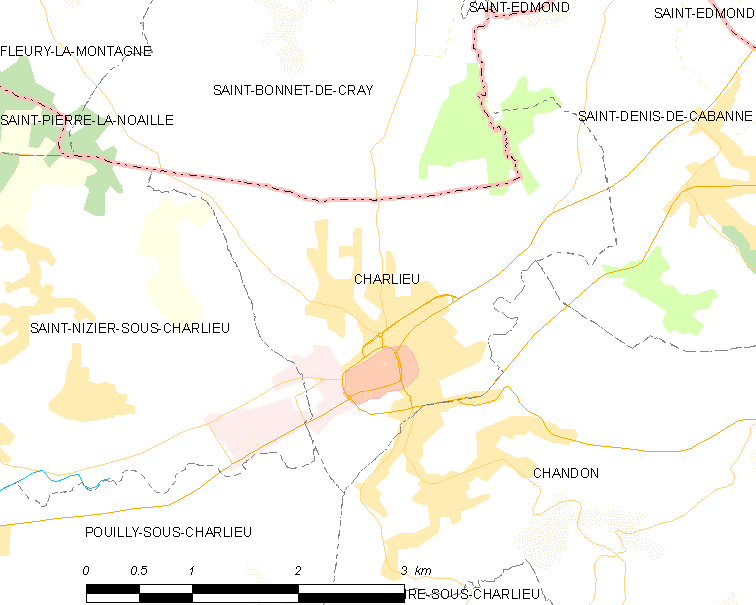
沙尔略市镇范围地图

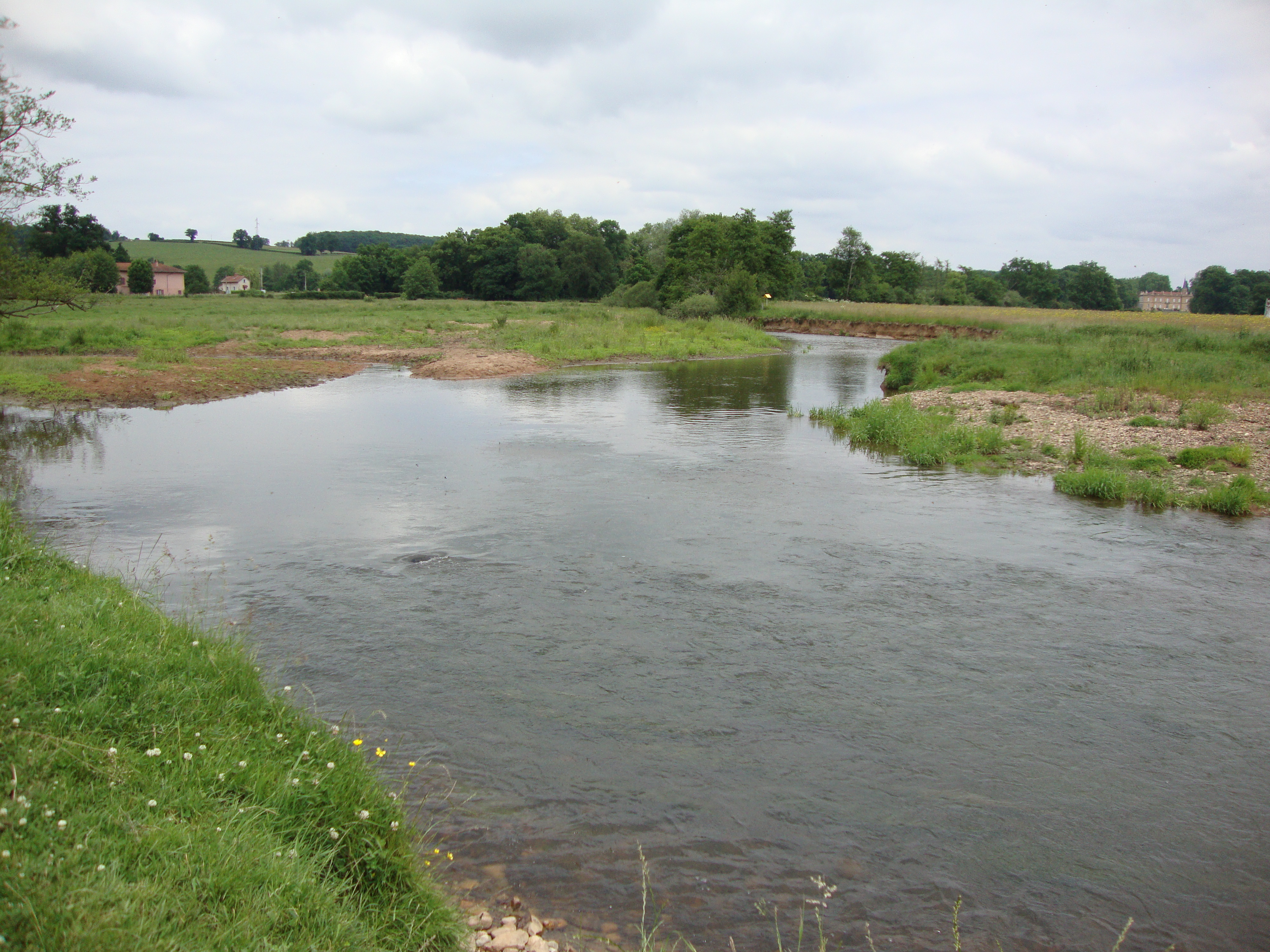
索尔南河沙尔略段

沙尔略位于法国中东部，奥弗涅-罗讷-阿尔卑斯大区北部偏西和卢瓦尔省东北部，距离省会圣艾蒂安大约103公里。与沙尔略接壤的市镇包括：尚东、普伊苏沙尔略、圣博内德克赖、圣但尼德卡巴讷和圣尼济耶苏沙尔略。

### 地形
沙尔略位于法国中央高原中东部，布里奥奈地区腹地，境内以丘陵为主，市镇中心位于一处地势较为平坦的河谷地带，市区北部为浅丘，部分区域起伏明显，全境海拔在268到378米之间。

### 水文
沙尔略位于卢瓦尔河流域范围内，索尔南河自东北向西流经市区南侧，其右岸支流伯佐河在此与其交汇。

### 植被
沙尔略属于温带阔叶混交林区，林地多分布于河流附近及坡地地带，市区东侧的勒内·梅格雷公园（Parc René Mégret）是当地的一处城市绿地。
在鲜花城市的评比中，沙尔略被评为2星级鲜花城市。

### 气候
沙尔略在柯本气候分类法中属于带有一定大陆性气候特征的温带海洋性气候（Cfb）。
沙尔略境内设有气象站，以下为该气象站的数据（其中日照数据取自莱索瓦日）：
| 沙尔略 1981年－2019年 | 沙尔略 1981年－2019年 | 沙尔略 1981年－2019年 | 沙尔略 1981年－2019年 | 沙尔略 1981年－2019年 | 沙尔略 1981年－2019年 | 沙尔略 1981年－2019年 | 沙尔略 1981年－2019年 | 沙尔略 1981年－2019年 | 沙尔略 1981年－2019年 | 沙尔略 1981年－2019年 | 沙尔略 1981年－2019年 | 沙尔略 1981年－2019年 | 沙尔略 1981年－2019年 |
| 月份                  | 1月                   | 2月                   | 3月                   | 4月                   | 5月                   | 6月                   | 7月                   | 8月                   | 9月                   | 10月                  | 11月                  | 12月                  | 全年                  |
| --------------------- | --------------------- | --------------------- | --------------------- | --------------------- | --------------------- | --------------------- | --------------------- | --------------------- | --------------------- | --------------------- | --------------------- | --------------------- | --------------------- |
| 历史最高温 °C（°F）   | 19.6 (67.3)           | 21.5 (70.7)           | 26.4 (79.5)           | 30 (86)               | 33.6 (92.5)           | 39.2 (102.6)          | 39.5 (103.1)          | 40.4 (104.7)          | 34.6 (94.3)           | 30.3 (86.5)           | 24.9 (76.8)           | 19.3 (66.7)           | 40.4 (104.7)          |
| 平均高温 °C（°F）     | 7.6 (45.7)            | 9.4 (48.9)            | 13.2 (55.8)           | 16.5 (61.7)           | 21.1 (70.0)           | 24.8 (76.6)           | 26.8 (80.2)           | 26.6 (79.9)           | 21.8 (71.2)           | 17.9 (64.2)           | 11.1 (52.0)           | 7.6 (45.7)            | 17 (63)               |
| 日均气温 °C（°F）     | 3.5 (38.3)            | 4.7 (40.5)            | 7.3 (45.1)            | 10.2 (50.4)           | 14.7 (58.5)           | 18 (64)               | 19.9 (67.8)           | 19.6 (67.3)           | 15.4 (59.7)           | 12.4 (54.3)           | 6.8 (44.2)            | 3.9 (39.0)            | 11.4 (52.5)           |
| 平均低温 °C（°F）     | −0.5 (31.1)           | 0 (32)                | 1.4 (34.5)            | 3.9 (39.0)            | 8.2 (46.8)            | 11.3 (52.3)           | 13.1 (55.6)           | 12.6 (54.7)           | 9 (48)                | 6.8 (44.2)            | 2.4 (36.3)            | 0.2 (32.4)            | 5.7 (42.3)            |
| 历史最低温 °C（°F）   | −16 (3)               | −15.5 (4.1)           | −14.6 (5.7)           | −8.2 (17.2)           | −1.8 (28.8)           | 1.3 (34.3)            | 4.3 (39.7)            | 1.1 (34.0)            | −1 (30)               | −9.2 (15.4)           | −10.8 (12.6)          | −15 (5)               | −16 (3)               |
| 平均降水量 mm（）     | 50.8 (2.00)           | 42.1 (1.66)           | 42.4 (1.67)           | 55.6 (2.19)           | 80.5 (3.17)           | 61.1 (2.41)           | 64.2 (2.53)           | 74.9 (2.95)           | 66.5 (2.62)           | 70.9 (2.79)           | 76.3 (3.00)           | 52.4 (2.06)           | 737.7 (29.04)         |
| 月均日照時數          | 83.7                  | 99.8                  | 150.9                 | 162.5                 | 187.8                 | 232.6                 | 246.5                 | 222.2                 | 185.3                 | 135                   | 81.3                  | 64.8                  | 1,852.4               |
| 来源：infoclimat.fr   |                       |                       |                       |                       |                       |                       |                       |                       |                       |                       |                       |                       |                       |

## 行政区划
沙尔略的市镇编号为42052，邮政编号为42190。
在行政管理方面，沙尔略隶属于法国奥弗涅-罗讷-阿尔卑斯大区卢瓦尔省罗阿讷区；在地方选举方面，沙尔略是沙尔略县的中央投票站所在地，其市镇范围全境被划入卢瓦尔省第五选区；在社会管理方面，沙尔略是沙尔略-贝尔蒙市镇公共社区的办公驻地。
截至2024年10月，沙尔略市镇范围内暂无任何城市敏感街区及城市政策优先街区。
法国国家统计与经济研究所（简称“INSEE”）在进行数据统计时，将沙尔略及相邻的另外3个市镇设为沙尔略城市核心区（Unité urbaine de Charlieu）及沙尔略城市区（Aire urbaine de Charlieu）。自2020年起，沙尔略城市区被撤销，沙尔略被划入包含88个市镇的罗阿讷城市辐射区。此外，INSEE还将沙尔略市镇整体看作一个“块区”（IRIS），以便于统计人口分布情况。

## 交通

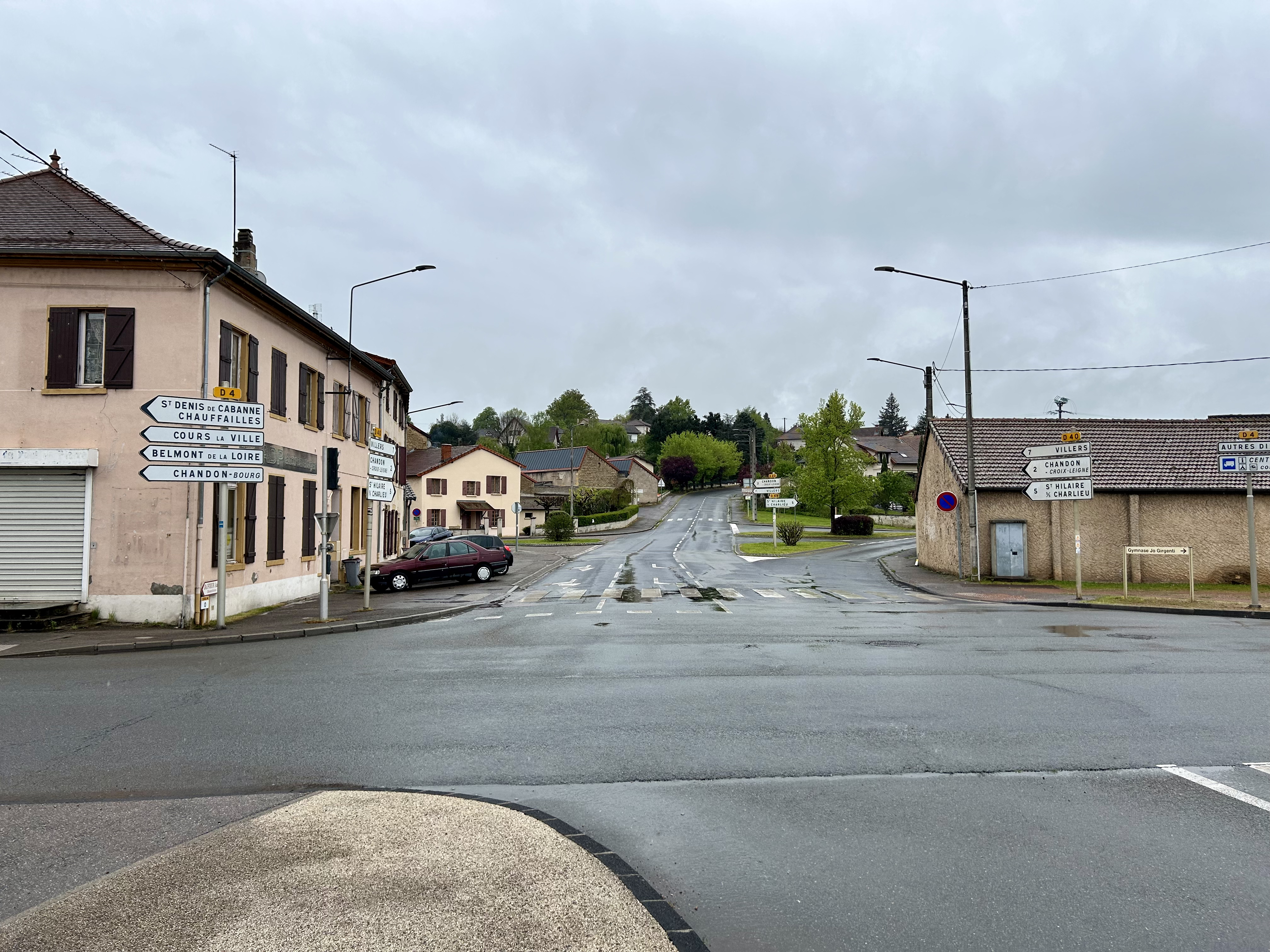
一处十字路口

### 公路
卢瓦尔省省道D4线、D40.1线、D121线、D487线和D3787线在沙尔略境内交汇。奥弗涅-罗讷-阿尔卑斯城际巴士（商业名称为“Cars Région”）下属的L25线和P208线停靠沙尔略，可前往罗阿讷、库尔-拉维尔等地。
| 33 | 44 |

| 圣艾蒂安 | 102 |

| 罗阿讷 | 20 |

| 拉克莱特 | 20 |

2021年，64.9%的沙尔略家庭拥有至少一辆私人汽车。2021年，沙尔略境内共发生各类交通事故3起，造成1人遇难，2人重伤。

### 铁路
距离沙尔略最近的运营中的客运铁路车站为17公里外的绍法耶站，该站停靠停靠往返于帕赖勒莫尼亚勒和里昂一线的区域列车，部分班次可直通讷韦尔及图尔。

### 航空
沙尔略距离里昂圣埃克絮佩里机场的公路里程大约123公里。

### 城市公共交通
截至2024年10月，沙尔略暂无城市公共交通系统。

## 政治

### 市政内阁

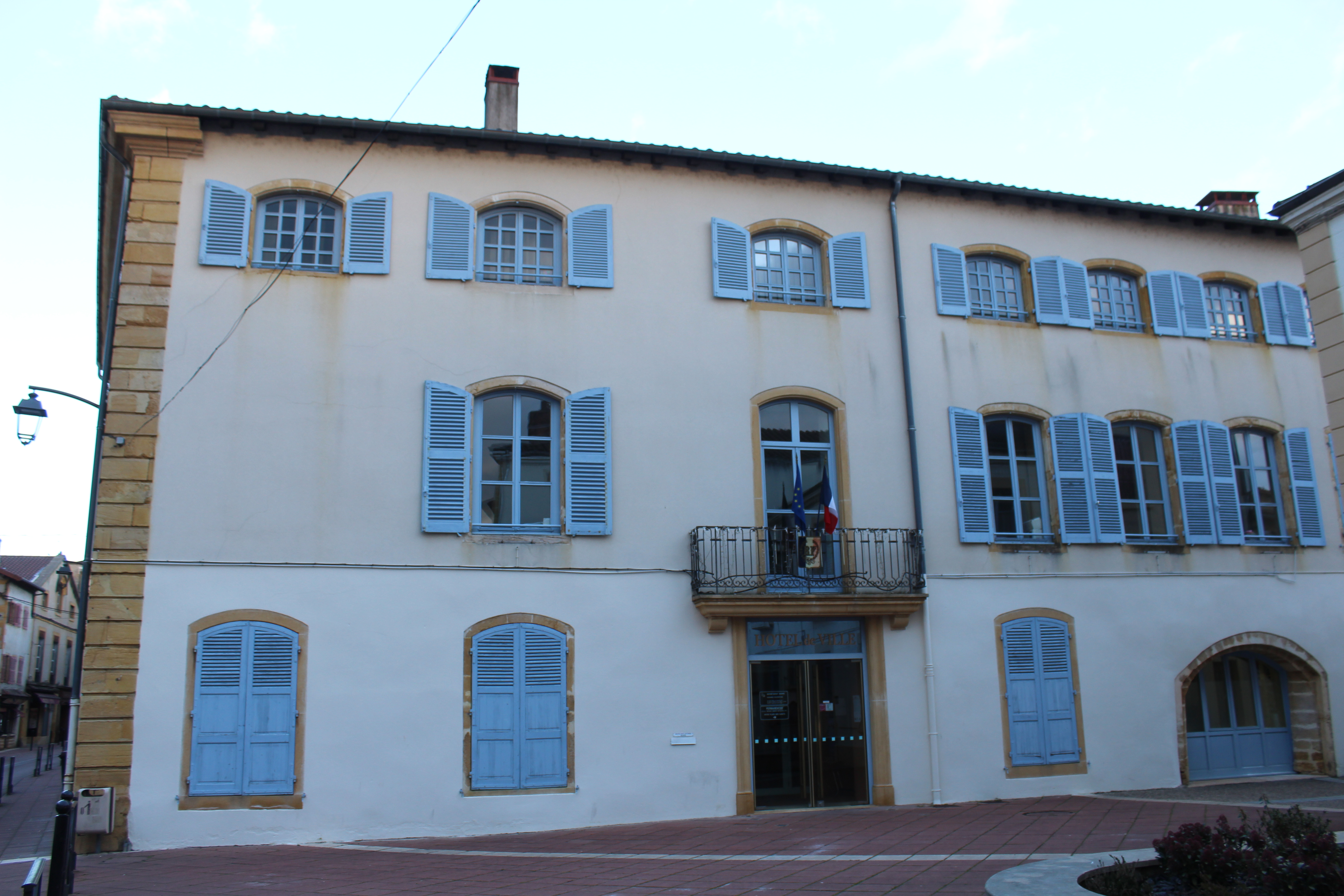
沙尔略市政厅

沙尔略的现任市长为布律诺·贝尔特利耶先生（Bruno BERTHELIER），他是复兴党的一名成员，在2020年的市政选举中获得了66.80%的支持率。
| 沙尔略历届市长 | 沙尔略历届市长                     | 沙尔略历届市长              |
| 任期           | 市长                               | 党派                        |
| -------------- | ---------------------------------- | --------------------------- |
| 1944年－1947年 | Charles GIRERD 夏尔·吉雷尔         | 不详                        |
| 1947年－1965年 | Joseph ROBERT 约瑟夫·罗贝尔        | 不详                        |
| 1965年－1975年 | Pierre BAY 皮埃尔·贝               | DVG左翼无党派人士 →PS社会党 |
| 1975年－1995年 | Paul GUILLAUD 保罗·吉约            | DVD右翼无党派人士           |
| 1995年－2010年 | René LAPALLUS 勒内·拉帕吕          | PCF法国共产党               |
| 2010年－       | Bruno BERTHELIER 布律诺·贝尔特利耶 | 無黨籍 →LREM复兴            |

### 各级选举
| 沙尔略历届投票选举结果 | 沙尔略历届投票选举结果 | 沙尔略历届投票选举结果 | 沙尔略历届投票选举结果 | 沙尔略历届投票选举结果          | 沙尔略历届投票选举结果 | 沙尔略历届投票选举结果 | 沙尔略历届投票选举结果          | 沙尔略历届投票选举结果 | 沙尔略历届投票选举结果 |
| 选举项目               | 选举范围               | 选区单位               | 选区单位内的选举结果   | 选区单位内的选举结果            | 选区单位内的选举结果   | 选区单位内的选举结果   | 选区单位内的选举结果            | 选区单位内的选举结果   | 参考资料               |
| 选举项目               | 选举范围               | 选区单位               | 第一轮胜出者           | 第一轮胜出者                    | 支持率                 | 第二轮胜出者           | 第二轮胜出者                    | 支持率                 | 参考资料               |
| ---------------------- | ---------------------- | ---------------------- | ---------------------- | ------------------------------- | ---------------------- | ---------------------- | ------------------------------- | ---------------------- | ---------------------- |
| 2017年法國總統選舉     | 法國                   | 市镇                   |                        | 埃马纽埃尔·马克龙               | 26.46%                 |                        | 埃马纽埃尔·马克龙               | 70.47%                 | [ 24 ]                 |
| 2017年法国立法选举     | 卢瓦尔省第五选区       | 市镇                   |                        | 纳塔莉·萨尔勒                   | 36.53%                 |                        | 纳塔莉·萨尔勒                   | 62.93%                 | [ 24 ]                 |
| 2019年欧洲议会选举     | 法國                   | 市镇                   |                        | 纳塔莉·卢瓦索                   | 25.16%                 | （不适用）             | （不适用）                      | （不适用）             | [ 26 ]                 |
| 2021年法国省级选举     | 卢瓦尔省               | 县                     |                        | 热雷米·拉克鲁瓦 克洛蒂尔德·罗班 | 60.17%                 |                        | 热雷米·拉克鲁瓦 克洛蒂尔德·罗班 | 77.14%                 | [ 27 ] [ 28 ]          |
| 2021年法国省级选举     | 卢瓦尔省               | 市镇                   |                        | 热雷米·拉克鲁瓦 克洛蒂尔德·罗班 | 67.29%                 |                        | 热雷米·拉克鲁瓦 克洛蒂尔德·罗班 | 75.85%                 | [ 27 ] [ 28 ]          |
| 2021年法国大区选举     |                        | 市镇                   |                        | 洛朗·沃基耶                     | 44.12%                 |                        | 洛朗·沃基耶                     | 61.04%                 | [ 29 ]                 |
| 2022年法国总统选举     | 法國                   | 市镇                   |                        | 埃马纽埃尔·马克龙               | 30.69%                 |                        | 埃马纽埃尔·马克龙               | 59.74%                 | [ 24 ]                 |
| 2022年法国立法选举     | 卢瓦尔省第五选区       | 市镇                   |                        | 纳塔莉·萨尔勒                   | 32.93%                 |                        | 安托万·韦莫雷尔-马尔克          | 50%                    | [ 24 ]                 |
| 2024年欧洲议会选举     | 法國                   | 市镇                   |                        | 若尔丹·巴尔代拉                 | 31.04%                 | （不适用）             | （不适用）                      | （不适用）             | [ 24 ]                 |
| 2024年法国立法选举     | 卢瓦尔省第五选区       | 市镇                   |                        | 安托万·韦莫雷尔-马尔克          | 46.37%                 |                        | 安托万·韦莫雷尔-马尔克          | 56.06%                 | [ 24 ]                 |

## 人口
2021年，沙尔略市镇人口数量为3,712，在法国排名第3,014位。其中男性1,691人，女性2,021人，75岁及以上人口占13.5%，外籍人口数量为125人，人口密度为554人/平方公里，当地居民被称为（男性）或（女性）。2022年，沙尔略境内出生30人，死亡人口61人。
| 沙尔略1901年－2021年人口变化情况 |
|                                  |
| 数据来源：Cassini、INSEE         |

## 经济

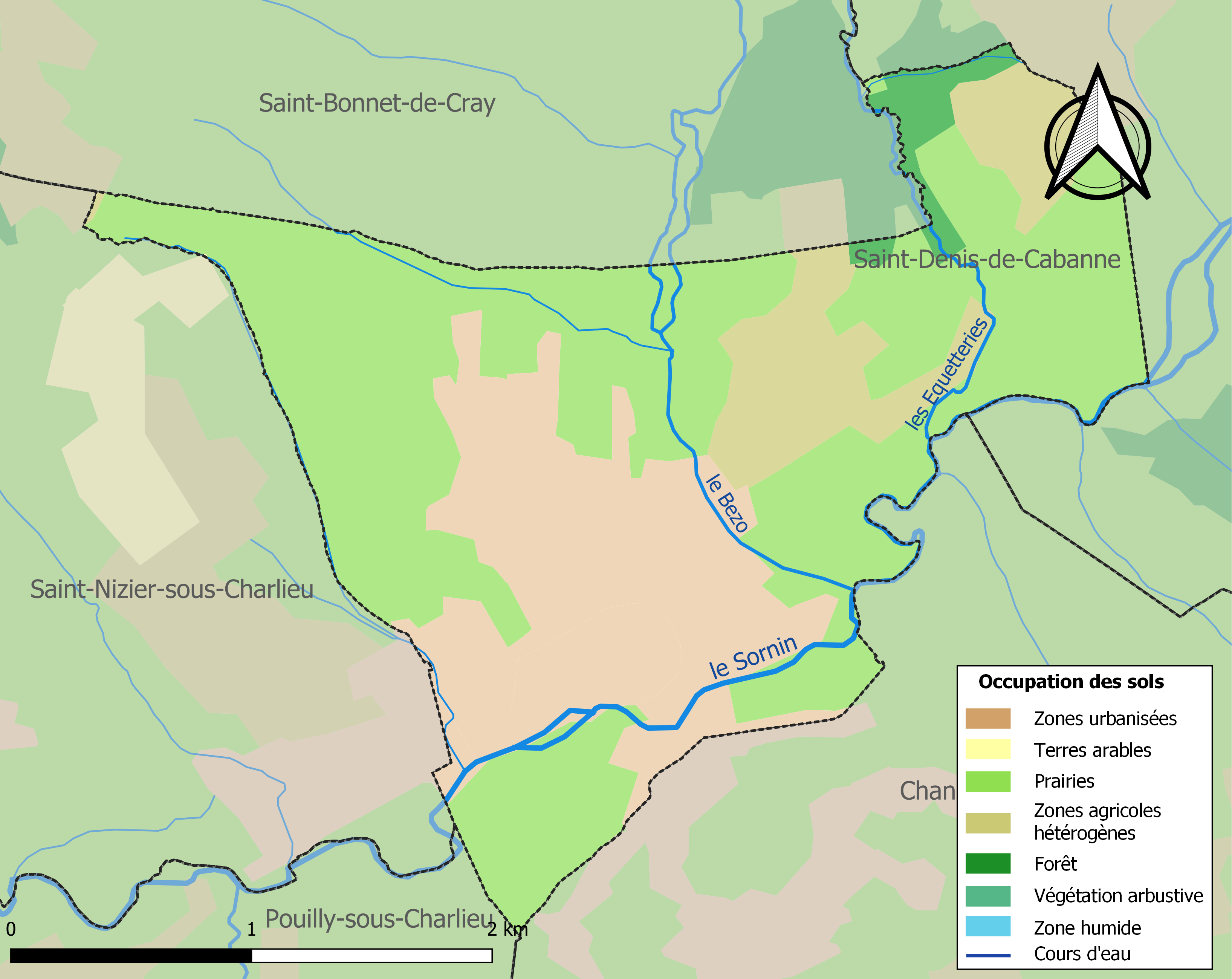
沙尔略土地利用情况地图

沙尔略是一个区域性的中心城市。截至2024年10月，沙尔略市镇范围内共有各类用人单位（包含自雇）716家，平均历史为18年，其中99.24%为中小型企业（PME），2024年8月至10月间，当地的经济活力指数为0。（纺织）、（房梁及门窗工程）及（汽车配件制造）是当地2022年已公布营业额最高的三个企业，分别为14,839,586欧元、6,360,369欧元和5,732,764欧元。

## 财政与居民收入
2022年，沙尔略的财政收入总额为3,780,170欧元，财政支出总额为2,947,350欧元，当年的债务总额为2,300,610欧元。2022年，沙尔略市镇通过增值税获得170,300欧元的收入，此外当地还共获得了358,780欧元的国家直接财政补助。
| 沙尔略居民收入情况                               | 沙尔略居民收入情况 | 沙尔略居民收入情况    | 沙尔略居民收入情况 |
| 内容                                             | 沙尔略             | 法国                  | 统计年份           |
| ------------------------------------------------ | ------------------ | --------------------- | ------------------ |
| 征税家庭总数                                     | 1,951              | 1,081（法国市镇平均） | 2022年             |
| 居民平均月收入                                   | 2,005欧元          | 2,435欧元             | 2022年             |
| 高级职员人均月收入                               | 3,993欧元          | 4,331欧元             | 2021年             |
| 中级职员人均月收入                               | 2,284欧元          | 2,470欧元             | 2021年             |
| 普通职员人均月收入                               | 1,681欧元          | 1,801欧元             | 2021年             |
| 贫困率                                           | 16%                | 14.5%                 | 2020年             |
| 青壮年（15至64岁）失业率                         | 13.5%              | 7.4%                  | 2020年             |
| 征税家庭数量占比                                 | 34.3%              | 45.5%                 | 2020年             |
| 家庭年均纳税                                     | 2,005欧元          | 4,393欧元             | 2022年             |
| 资料来源：INSEE、L'Internaute、Le Journal du Net |                    |                       |                    |

## 社会事务

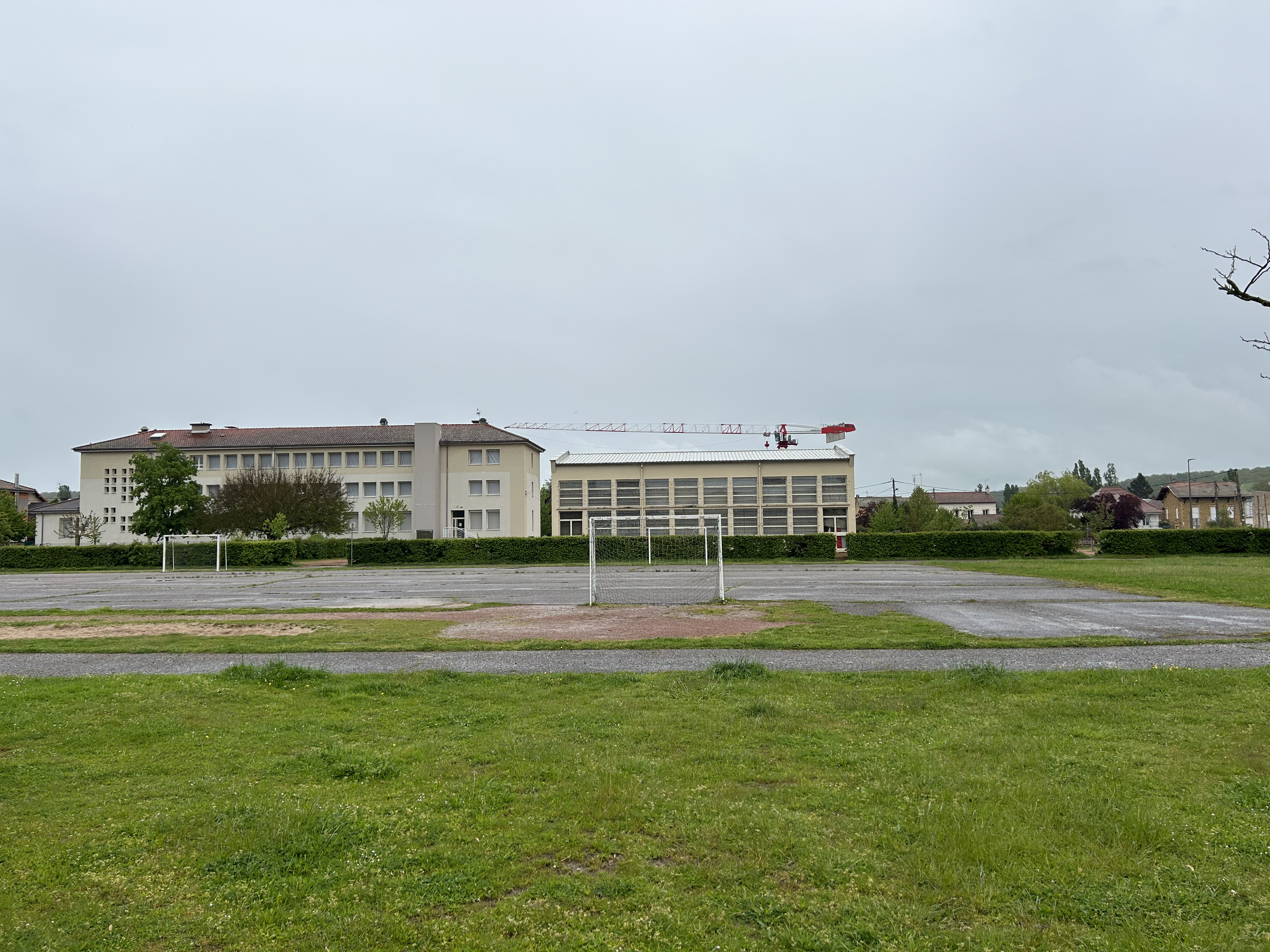
尚特梅尔勒中学

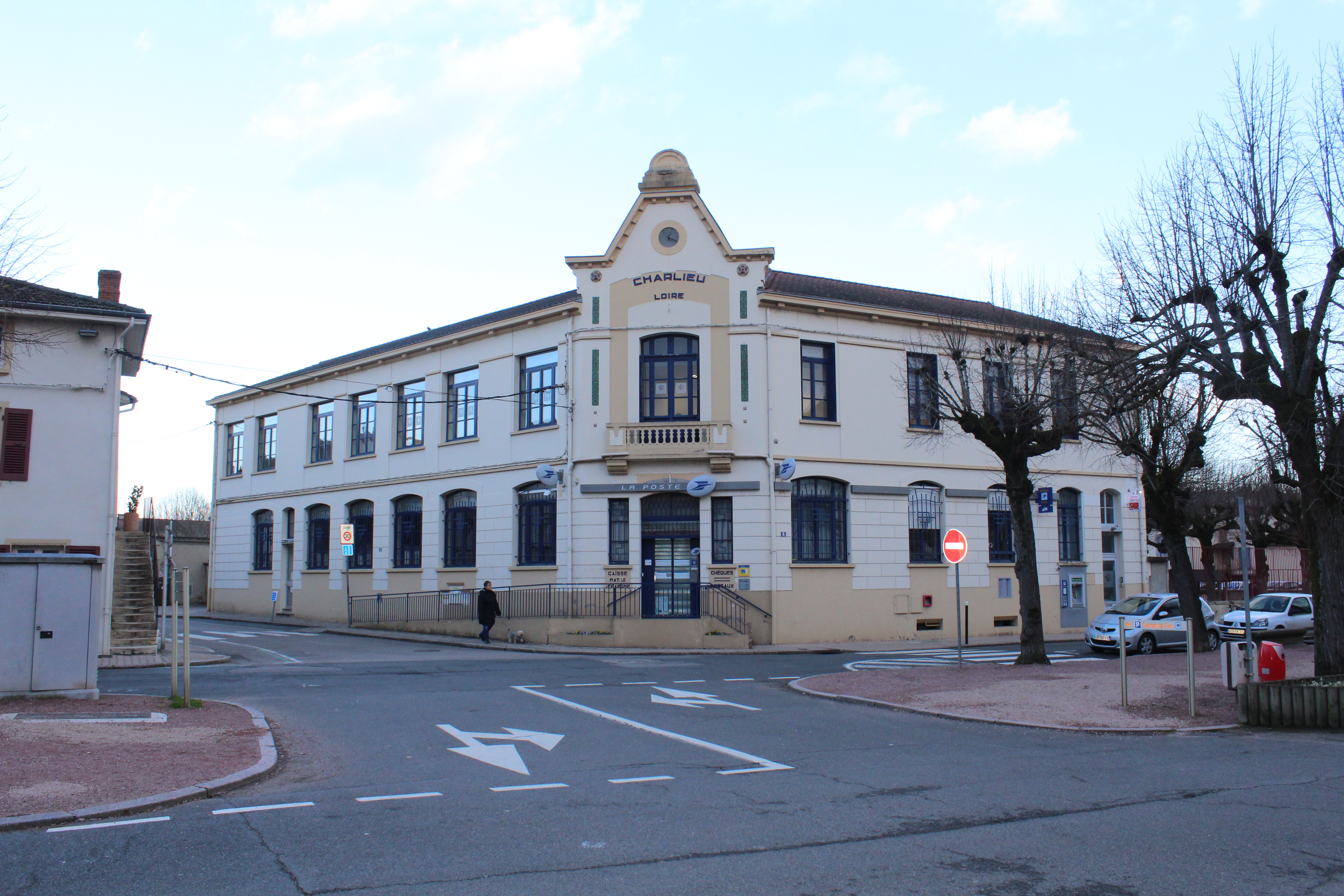
邮局大楼

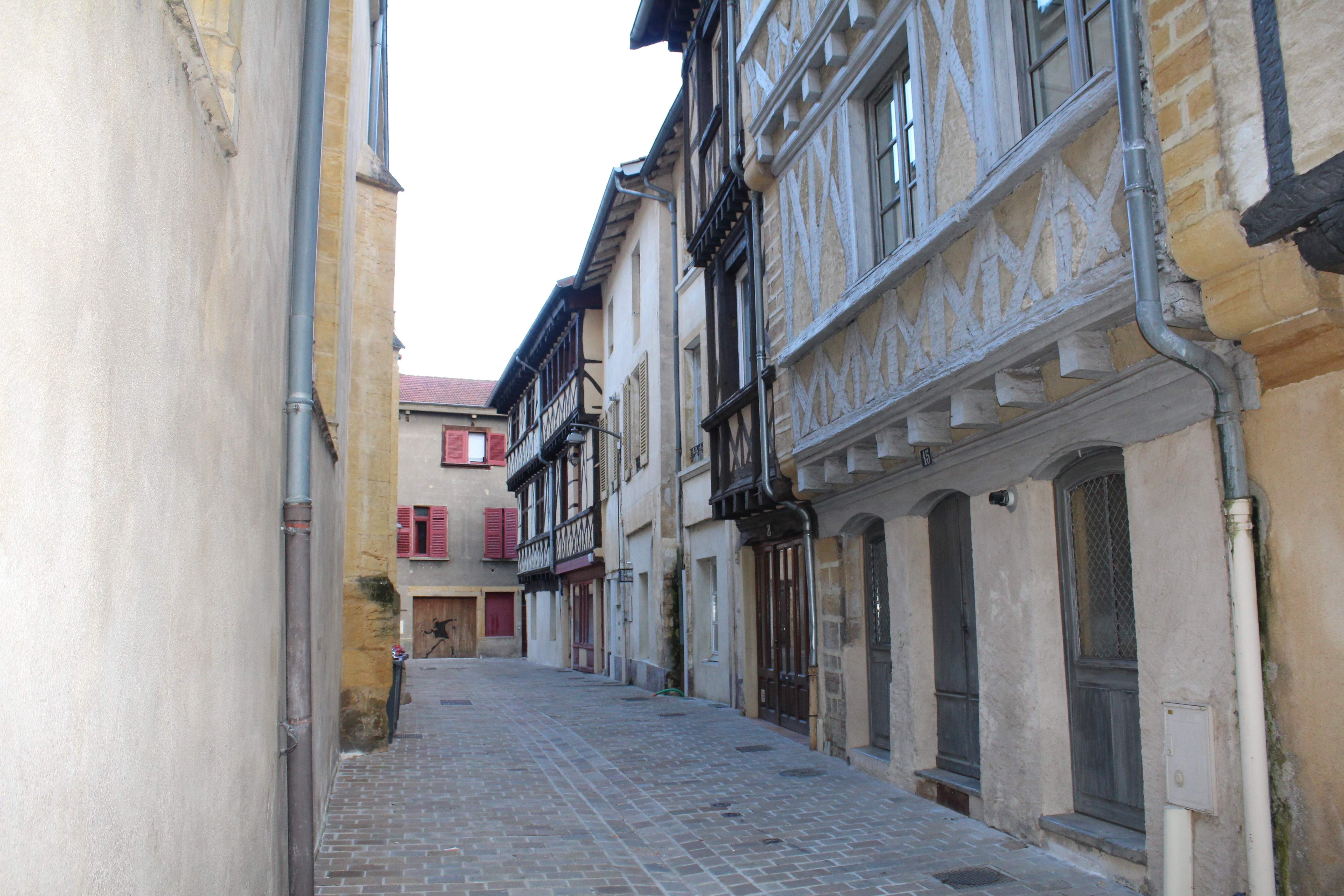
教堂街

### 教育
沙尔略属于里昂学区。截至2023年1月1日，沙尔略境内共有2所小学、2所初级中学和2所普通高中。2022至2023学年度，沙尔略境内共有在校中等教育阶段学生1,771名。

### 医疗
截至2023年1月1日，沙尔略境内共有全科医生9名、保健师5名、牙医4名、护士15名、皮肤科医生1名和助产士2名。境内共有药房3家、养老院2家、残疾人帮扶中心3家。
沙尔略中心医院（Centre Hospitalier de Charlieu）是法国的一个区域性医疗机构，其主病区医院沙尔略市区，该院设有床位169个。

### 住房
2021年，沙尔略境内共有各类住房2,412套，其中33.7%为独立式住宅，66.0%为集中式住宅。常住房屋占沙尔略市镇范围内居民建筑总量的84.1%。
在住房保障政策方面，2023年，沙尔略境内共有960户家庭获得了家庭津贴补助，受益人数占总人口数量的25.9%，其中540份为房租补助。

### 商业
2021年，沙尔略境内共有各类实体商铺158家，其中餐厅20家、大型超市2家、面包房11家、肉铺5家、书店3家、装饰品店1家、银行门店7家、美容美发店16家、汽车维修店5家。沙尔略镇中心西南部有一家Aldi超市。

### 体育
2023年，沙尔略境内共有1家游泳池、3间体育馆、2座综合体育场、1处网球场、2处足球或橄榄球场以及3处篮球或排球场。
截至2024年10月，沙尔略境内暂无任何注册足球俱乐部。

### 环境
沙尔略的环境事务由其所属的沙尔略-贝尔蒙市镇公共社区联合各级政府协调负责。2021年，沙尔略境内暂无污染企业。

### 治安
2021年，沙尔略市镇范围内共有1处宪兵队。
沙尔略及其附近的共108个市镇是罗阿讷国家宪兵队（zone gendarmerie de Roanne）的管辖范围。2020年，该宪兵队累计记录各类案件2,166起，其中盗窃类案件933起，经济类案件383起，毒品交易类案件155起。

## 文化

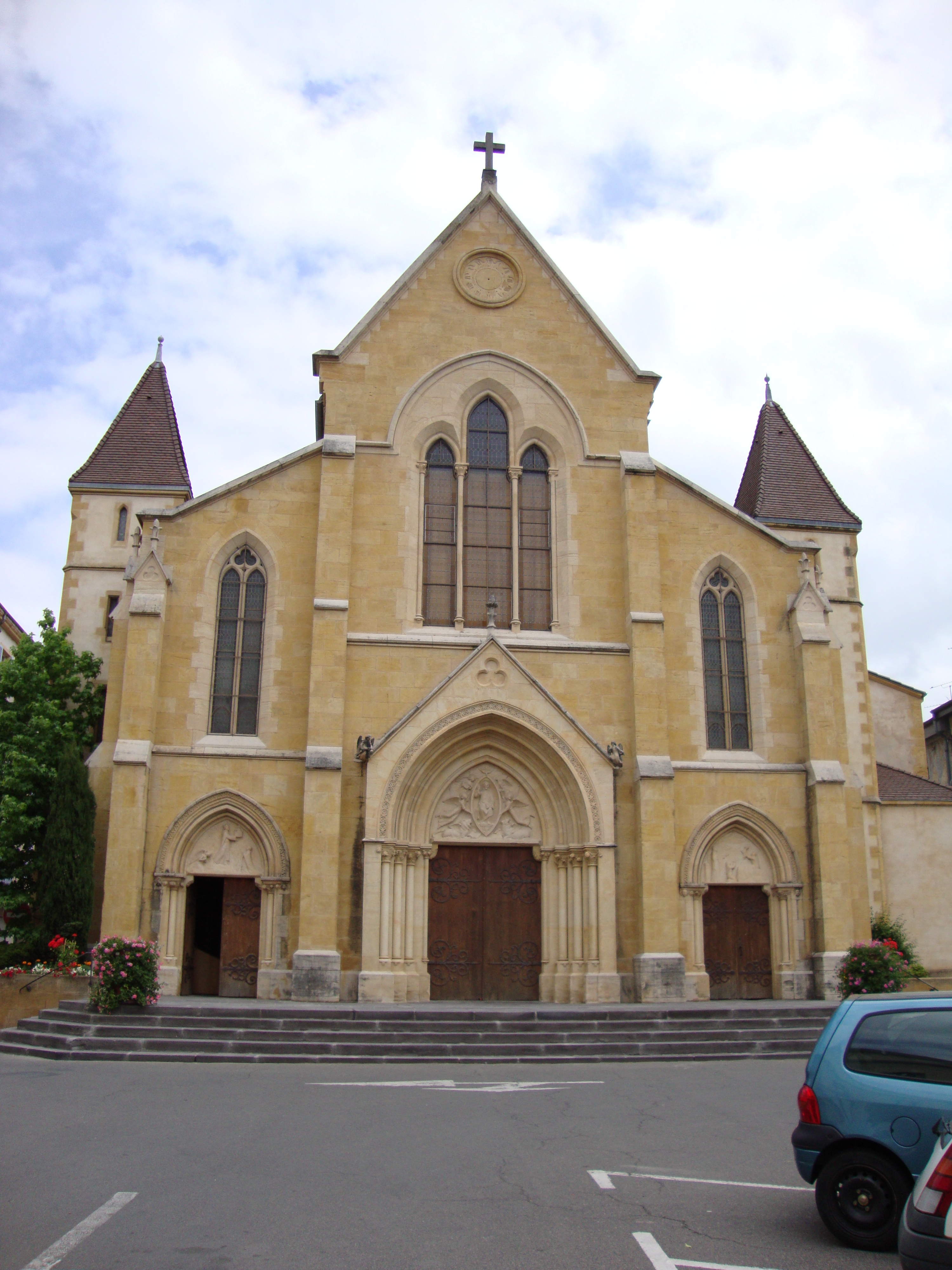
圣菲利贝尔教堂

2023年，沙尔略境内共有1家电影院和2家博物馆。沙尔略境内建有多媒体中心（Médiathèque），每周二、三、五、六向公众开放。

### 建筑
沙尔略境内有多处历史建筑，其中沙尔略修道院、圣菲利贝尔教堂等为法国国家文物保护单位。

### 旅游
沙尔略的旅游事务由其所属的沙尔略-贝尔蒙市镇公共社区联合各级政府协调负责。2024年，沙尔略境内共有1家酒店共计30间房间；另有1个露营地，可容纳共102辆露营车。

### 媒体
法国主要的媒体均可在沙尔略接收，法国电视三台下属的奥弗涅-罗讷-阿尔卑斯大区频道在部分时段播出沙尔略所在卢瓦尔省的地方新闻。《进步报》、《罗阿讷地区报》、蓝色法兰西圣艾蒂安广播、Scoop广播、卢瓦尔省电视台等为当地主要的地方性媒体。

## 相关人物
法国篮球运动员亨利·维尔古和足球运动员让·马克·费雷里出生于沙尔略。

## 友好城市
截至2024年10月，沙尔略共与两座城市建立了友好城市关系：
- 德国 阿哈尔姆山下埃宁根
- 英格兰 卡恩